# Arcata
Arcata város az USA Kalifornia államában, Humboldt megyében. Lakosainak száma 18 857 fő (2020. április 1.).

## Népesség
A település népességének változása:

| 2010 | 17 231 |
| 2020 | 18 857 |